# Real del Potosí
Real del Potosí är en ort i Mexiko.   Den ligger i kommunen Cerro de San Pedro och delstaten San Luis Potosí, i den centrala delen av landet, 400 km nordväst om huvudstaden Mexico City. Real del Potosí ligger 1 848 meter över havet och antalet invånare är 397.
Terrängen runt Real del Potosí är platt åt sydväst, men åt nordost är den kuperad. Runt Real del Potosí är det tätbefolkat, med 550 invånare per kvadratkilometer. Närmaste större samhälle är San Luis Potosí, 11,5 km väster om Real del Potosí. Trakten runt Real del Potosí består till största delen av jordbruksmark.